# خافيير كانو
خافيير كانو (بالإسبانية: Javier Cano Liguori)‏ هو مجدف إسباني، ولد في 4 مارس 1973 في سان سيباستيان في إسبانيا.

## وصلات خارجية
- خافيير كانو على موقع الاتحاد الدولي للتجديف (الإنجليزية)
- خافيير كانو على موقع أوليمبيديا (الإنجليزية)